# Бахрушин Сергій Володимирович
Сергі́й Володи́мирович Бахру́шин (8 жовтня 1882, Москва — 8 березня 1950, Москва) — російський радянський вчений-історик і педагог. Член-кореспондент Академії наук СРСР (з 1939), дійсний член АПН РРФСР, професор Московського державного університету імені Михайла Ломоносова, заслужений діяч науки Узбецької РСР (з 1943).

## Життєпис
Народився в Москві. У 1904 році закінчив Московський університет.
З 1909 — приват-доцент, а пізніше професор Московського університету. З 1937 року також працював в Інституті історії Академії наук СРСР.

## Праці
Основні праці Бахрушина:
- «Князівське господарство XV і першої половини XVI ст.»,
- «Історичний нарис заселення Сибіру до половини XIX ст.»,
- «Історична доля Якутії»,
- «Торгові селяни в XVII ст.» та ін.;
- підручник для серед, школи — «Історія СРСР».

Бахрушин співавтор підручника для вищих навчальних закладів «Історія СРСР» (т. 1), що був перекладений українською мовою. В останньому Бахрушин написав розділи про Україну і Крим.
Співавтор «Історії дипломатії».

## Нагороди
- орден Трудового Червоного Прапора
- Сталінська премія (1942)